# Copa de Benín
La Copa de Benín es el segundo torneo de fútbol a nivel de clubes más importante de Benín. Se disputa desde 1967 y es organizado por la Federación Beninense de Fútbol.
El equipo campeón obtiene la clasificación a la Copa Confederación de la CAF.

## Palmarés
| Temporada   | Campeón                         | Resultado               | Finalista                     |
| ----------- | ------------------------------- | ----------------------- | ----------------------------- |
| 1967        | Etoile Sportive Porto-Novo      |                         |                               |
| 1968        | Etoile Sportive Porto-Novo      |                         |                               |
| 1969        | Etoile Sportive Porto-Novo      |                         |                               |
| 1970        | Association Sportive Porto-Novo |                         |                               |
| 1971        | No disputada                    | No disputada            | No disputada                  |
| 1972        | Association Sportive Porto-Novo |                         |                               |
| 1973        | Etoile Sportive Porto-Novo      |                         |                               |
| 1974        | Etoile Sportive Porto-Novo      |                         |                               |
| 1975-1977   | No disputada                    | No disputada            | No disputada                  |
| 1978        | Requins de l'Atlantique         |                         |                               |
| 1979        | Buffles du Borgou               |                         |                               |
| 1980        | No disputada                    | No disputada            | No disputada                  |
| 1981        | Requins de l'Atlantique         |                         |                               |
| 1982        | Buffles du Borgou               | 2 - 1                   | Université Nationale du Bénin |
| 1983        | Requins de l'Atlantique         |                         |                               |
| 1984        | Dragons de l'Ouémé              |                         |                               |
| 1985        | Dragons de l'Ouémé              |                         |                               |
| 1986        | Dragons de l'Ouémé              |                         |                               |
| 1987        | No disputada                    | No disputada            | No disputada                  |
| 1988        | Requins de l'Atlantique         |                         |                               |
| 1989        | Requins de l'Atlantique         | 3 - 0                   | ASMAP                         |
| 1990        | Dragons de l'Ouémé              |                         |                               |
| 1991        | Mogas 90 FC                     |                         |                               |
| 1992        | Mogas 90 FC                     | 1 - 1 (5-4 pen.)        | Dragons de l'Ouémé            |
| 1993        | Locomotive Cotonou              | 0 - 0 (4-3 pen.)        | Postel Sport FC               |
| 1994        | Mogas 90 FC                     |                         |                               |
| 1995        | Mogas 90 FC                     | 2 - 1                   | Toffa Cotonou FC              |
| 1996        | Université Nationale du Bénin   | 1 - 0                   | Requins de l'Atlantique       |
| 1997        | Energie FC                      | 0 - 0 (9-8 pen.)        | Entente Force Armée           |
| 1998        | Mogas 90 FC                     | 1 - 0                   | Dragons de l'Ouémé            |
| 1999        | Mogas 90 FC                     |                         |                               |
| 2000        | Mogas 90 FC                     | 1 - 0                   | Buffles du Borgou             |
| 2001        | Buffles du Borgou               | 1 - 0                   | Dragons de l'Ouémé            |
| 2002        | Jeunesse Sportive Pobè          | 0 - 0, 1 - 1 (4-3 pen.) | Mogas 90 FC                   |
| 2003        | Mogas 90 FC                     | 1 - 0                   | Soleil FC                     |
| 2004        | Mogas 90 FC                     | 1 - 0                   | Requins de l'Atlantique       |
| 2005        | Se desconoce                    | Se desconoce            | Se desconoce                  |
| 2006        | Dragons de l'Ouémé              | 0 - 0, 2 - 0            | Mogas 90 FC                   |
| 2007        | Université Nationale du Bénin   | 2 - 0                   | AS Oussou Saka                |
| 2008        | ASPAC FC                        | 1 - 0                   | Dadjè FC (Aplahoué)           |
| 2009        | Se desconoce                    | Se desconoce            | Se desconoce                  |
| 2010        | Se desconoce                    | Se desconoce            | Se desconoce                  |
| 2011        | Dragons de l'Ouémé              | 2 - 1                   | AS Oussou Saka                |
| 2012        | Mogas 90 FC                     | 3 - 0                   | Dragons de l'Ouémé            |
| 2013        | No disputada                    | No disputada            | No disputada                  |
| 2014        | AS Police                       | 2 - 2 (4-3 pen.)        | Ayéma FC                      |
| 2015 - 2018 | No disputada                    | No disputada            | No disputada                  |
| 2019        | ESAE FC                         | 2 - 1                   | ASPAC FC                      |
| 2020-2021   | No disputada                    | No disputada            | No disputada                  |

## Títulos por club
| Club                          | Ciudad     | Campeón | Años campeón                                               |
| ----------------------------- | ---------- | ------- | ---------------------------------------------------------- |
| Mogas 90 FC                   | Cotonú     | 10      | 1991, 1992, 1994, 1995, 1998, 1999, 2000, 2003, 2004, 2012 |
| Dragons de l'Ouémé            | Porto Novo | 6       | 1984, 1985, 1986, 1990, 2006, 2011                         |
| Requins de l'Atlantique       | Cotonú     | 5       | 1978, 1981, 1983, 1988, 1989                               |
| Etoile Sportive               | Porto Novo | 5       | 1967, 1968, 1969, 1973, 1974                               |
| Buffles du Borgou             | Parakou    | 3       | 1979, 1982, 2001                                           |
| Université Nationale du Bénin | Porto Novo | 3       | 1996, 2007                                                 |
| Association Sportive          | Porto Novo | 2       | 1970, 1972                                                 |
| Energie Sport                 | Porto Novo | 1       | 1997                                                       |
| Jeunesse Sportive Pobè        | Pobè       | 1       | 2002                                                       |
| Locomotive Cotonou            | Cotonú     | 1       | 1992                                                       |
| ASPAC FC                      | Cotonú     | 1       | 2008                                                       |
| AS Police                     | Cotonú     | 1       | 2014                                                       |
| ESAE FC                       | Sakété     | 1       | 2019                                                       |